# Petter Forkstam
Lars Petter Rickard Forkstam, född 9 september 1983 i Limhamns församling, Malmöhus län, är en svensk politiker för Miljöpartiet de Gröna.
Petter Forkstam är partiföreträdare för Miljöpartiet de Gröna i Lunds kommun tillsammans med Emma Berginger sedan valet 2010. Han blev invald som ledamot i Lunds kommunfullmäktige den 19 september 2010 där de gröna ökade från sex till nio mandat, och fick 12,98% av rösterna. Forkstam innehar även för närvarande uppdraget som ledamot i Lunds kommunstyrelse, andre vice ordförande för Miljönämnden och styrelseledamot i LKF AB. Forkstam valdes 17 mars 2012 till ordförande för Miljöpartiet de gröna i Skåne.
Petter Forkstam är vice förbundsordförande för RFSU.
Under åren 2005 till 2010 var Petter Forkstam aktiv i studentpolitiken vid Lunds universitet. Forkstam var under 2008–2009 ordförande för Lunds universitets studentkårer. Han var ledamot i Lunds universitets styrelse åren 2007 till 2010 och deltog även i beredningsgruppen som föreslog Per Eriksson till rektor för Lunds universitet. Under 2009-2010 representerade han Akademiska Föreningen som ledamot i AF Bostäders styrelse. Forkstam var samordnare för Lunds studenters Projekt Sex (P6) under 2007. Forkstam har även varit vice förbundsordförande för Röda Korsets Ungdomsförbund.